# 사혁
사혁(謝赫, ?~?)은 5~6세기 활동한 중국 남제(南齊)·양(梁)의 화가이다. 인물화에 뛰어났다. 육법(六法)을 제언한 그의 저서 《고화품록(古畫品錄)》은 후세의 화론(畫論)에 큰 영향을 주었다.
육법(六法):
- 기운생동(氣韻生動)
- 골법용필(骨法用筆)
- 응물상형(應物象形)
- 수류부채(隨類賦彩)
- 경영위치(經營位置)
- 전이모사(轉移模寫)